# Teresa Pascual
Teresa Pascual Soler (n. Gandía, Valencia; 1952) es una poetisa española en valenciano. Desarrolla actividades académicas como profesora de filosofía en la IES Ausiàs March de Gandia.
Ha traducido al catalán las obras: L'enfonsament del Titànic de Hans Magnus Enzensberger (València: 1993), Poesia completa de Ingeborg Bachmann (València: 1995), en colaboración con Karin Schepers, y Corrent d'esperits de Brigitte Oleschinski (Lleida: 2008), en colaboración de R. Farrès y M. Vidal-Comte.

## Honores
Miembro de
- PEN Club de Cataluña
- PEN Club Internacional
- AELC
- CEIC Alfons el Vell, de Gandía

### Premios
- 1988: Premio Vicent Andrés Estellés
- 2002: Premio de la Crítica Serra d'Or
- 2008: Premio de la Crítica Catalana
- 2011: Premio García Grau[3]
- 2018: Premio Ausiàs March

## Algunas publicaciones

### Libros
- Flexo (València: 1988).
- Les hores (València: 1988. Premio Vicent Andrés Estellés, 1988).
- Arena. (València: 1993).
- Curriculum vitae (Barcelona: 1996).
- El temps en ordre (Barcelona: 2002. Premio Crítica Serra d'Or de poesía, 2003).
- Rebel·lió de la sal (Lleida: 2008. Premio de la Crítica Catalana, 2009).
- Herències (Catarroja: 2012, coautoría con Àngels Gregori. Premio Manuel García Grau).
- València Nord (La Pobla de Farnals: 2014).
- Vertical (Barcelona: 2019. Premio Ausiàs March, 2018).
- Rebelión de la sal (Traducción al castellano de Lola Andrés. Santa Coloma de Gramenet: La Garúa, 2020).

A2
652+.6
.3.
0F9
HG 8*FG/6,PK¡ +,KM0 IJ9 7¡'PÑL .M V